# Bitva u Tours
Bitva u Tours známá také jako Bitva u Poitiers se odehrála někdy mezi 10. a 25. říjnem roku 732. Byla důležitou bitvou během umajjovské invaze do Galie, v niž se střetli franské a akvitánské síly vedené Karlem Martelem s umajjovským vojskem pod vedením emíra Abd ar-Rahmána. Výsledkem bylo vítězství franských a akvitánských sil vedených Karlem Martelem.
Podrobnosti o bitvě, včetně počtu bojovníků a její přesné lokace, jsou ze zbylých zdrojů nejasné. Většina zdrojů souhlasí s tím, že Umajjovci měli početnější vojsko, ale utrpěli těžší ztráty. Je pozoruhodné, že franské jednotky evidentně bojovaly bez těžké jízdy. Bojiště se nacházelo někde mezi městy Poitiers a Tours, v Akvitánii, poblíž hranic s tehdy samostatným vévodstvím Akvitánie vedené Odem Akvitánským.
Vůdce Umajjovců, Abd ar-Rahmán padl v boji a jeho vojska se po bitvě stáhla. Bitva pomohla položit základy Karolinské říše a franské nadvlády v západní Evropě pro příští století. Většina historiků se shoduje v názoru, že franská nadvláda v západní Evropě formovala osud tohoto kontinentu a bitva u Tours tuto nadvládu potvrdila. Bitva je zároveň považována za konec středověké muslimské invaze do západní Evropy

## Cesta k Tours
Muslimští Maurové obvykle obcházeli východní výběžky Pyrenejí, podél Středozemního moře, a tak pobřeží Galie se pomalu dostávalo pod nadvládu muslimů. V roce 732 vyhlásil nezávislost Uthman ibn Naissa (též nazývaný Munuza), který uzavřel spojenectví s akvitánským vévodou Odou, čímž vypověděl vazalství Umajjovcům. Ti jako odpověď vyslali mohutnou armádu, vedenou Abd ar-Rahmánem Al Ghafiqim. Z velikosti armády lze usuzovat, že měla nejen obnovit vazalství emirátu, ale významně ovlivnit i dění za Pyrenejemi. Emir Uthman ibn Naissa se Umajjovcům okamžitě vzdal a jeho síly byly začleněny do Al Ghafiqiho vojska, které pokračovalo dál do Galie směrem k Bordeaux. Před městem se střetli s vojskem Oda Akvitánského. Proti zdrcující početní převaze i proti početné jízdě neměli Akvitánci šanci. Odo prohrál a prchl z bitvy. Muslimové následně vyplenili Bordeaux a pokračovali dál na východ, kde vydrancovali Tours a poté oblehli i jižně ležící Poitiers. Karel Martel mezitím zformoval franské síly a vydal se muslimským silám naproti. Předvoje obou armád se střetly nečekaně a oba vojevůdci byli překvapeni silou nepřítele. Ani jeden z velitelů nečekal, že se protivník dostal tak daleko. Abd ar-Rahmán povolal vojsko od Poitiers a připravil se k bitvě, Frankové mezitím zaujali sevřenou pozici mezi dvěma místními toky.

## Pohled na obě armády
O bitvě se dochovalo jen velmi málo informací, historici se domnívají, že obě vojska byla početná. Z nepříliš spolehlivých zdrojů lze usuzovat, že muslimské síly měly dvou až čtyřnásobnou početní převahu.
Karel Martel se po příchodu k moci rozhodl vybudovat profesionální vojsko, s kterým svedl řadu bojů při sjednocování Franské říše. Tito veteráni tvořili jádro jeho vojska v bitvě u Tours. Zbylé vojsko bylo složeno z Franků, germánských spojenců a žoldnéřů z různých koutů říše. Celá koalice byla sestavena především ze zkušené a disciplinované těžké pěchoty. V tradiční výzbroji franského vojska byl krátký těžký meč (sax), kopí a vrhací sekera zvaná francisca. Výzbroj vojáka doplňoval těžký štít. Pěchota utvářela útvary testudo (želva), stejně jako to dělaly oddíly římských legií. Vedoucí silou byla družina Karla Martela a franské vojsko ještě doplňovalo nepočetné jezdectvo.
Umajjovci, vyzbrojení a válčící v arabském stylu, nepoužívali těžkou pěchotu, ale disponovali početným a zkušeným jezdectvem. Dále disponovali obrněnými jezdci, katafrakty, kteří se mohli přiblížit k protivníkovi a zaútočit oštěpy i mečem. Základem taktiky byl sled rychlých manévrů, ať už skutečných, nebo předstíraných s následným napadením nepřítele v nevýhodné pozici. Část muslimského vojska pak tvořila lehká pěchota.

## Bitva
Bitva začala potyčkami mezi oběma vojsky, které poměřovaly své síly. Po překvapivém zjištění na obou stranách, že na sebe narazily hlavní síly, oba protivníci postavili tábory a chystali se na rozhodující střet. Frankové zaujali těsnou formaci, nedlouho poté Abd ar-Rahmán vyslal lehké jezdectvo, aby zaútočilo na těsně nahloučenou franskou formaci a pokusilo se jí rozdělit, buď přímo při útoku, nebo při předstíraném ústupu. Muslimové metali na protivníky oštěpy, na což franští pěšáci odpověděli svými sekyrami - fraciskami. Umajjovci proto zahájili ústup, Frankové na ústup protivníka nereagovali a zachovali pozici. Umajjovci zaútočili znovu, tentokrát katafrakty, ale koně odmítli běžet do útoku proti hradbě kopí. Muslimské oddíly se o to pokusily ještě několikrát, tentokrát s podporou pěchoty, ale nikdy nedokázaly proniknout těsnými řadami protivníka. Opakovanými útoky docházelo ke ztrátám katafraktů, kteří byli elitou arabského vojska. Situace se opakovala i následujícího dne, kdy padla většina katafraktů. Třetí den Karel Martel očekával, že protivníkovi dorazí posily a začne další útok, a tak nedal rozkaz k pochodu do útoku, ale vojsko seřadil do základní formace. Když muslimský protiútok nepřicházel, vyslal zvědy, kteří zjistili, že tábor nepřítele je opuštěný. V boji padl i muslimský vůdce Abd ar-Rahmán s celou svou elitní gardou. Padl v poslední fázi bitvy během franského protiútoku, když se snažil zastavit hromadný útěk svých vojáků.
Přímé ztráty umajjovské armády převýšily ztráty Franků desetinásobně, podle některých zdrojů až dvacetinásobně. V bitvě padl i Abd ar-Rahmán. Bitva neměla jen regionální význam, ale předznamenala pád Umajjovské dynastie a znamenala konec postupu Arabů v Evropě. I když není vlastně přímo součástí Rekonqisty, měla na její počátek značný vliv. Opozice v chalífátu se obrátila proti Umajjovcům a 18 let po bitvě Umajjovce nahradila dynastie Abbásovců. 
Naopak rod Pipinovců, z něhož pocházel Karel Martel, byl na vzestupu. Vnuk Karla Martela Karel Veliký se stal císařem Římské říše.